# Instituto do Câncer do Ceará
O Instituto do Câncer do Ceará (ICC), foi inaugurado em 25 de novembro de 1944, uma iniciativa de um grupo de dez médicos e um padre numa campanha em prol da vida: Waldemar de Alcântara, Haroldo Juaçaba, Walter de Moura Cantídio, Newton Gonçalves, Antônio Jucá, Arquimedes Bruno, João Batista Saraiva Leão, Livino Pinheiro, Jurandir Picanço, Walter Porto e Luiz Gonzaga da Silveira. Homens de visão, que trabalharam diligentemente para que aquela semente se transformasse num projeto capaz de gerar frutos e inspirar gerações, como acontece hoje.
O ICC deu seus primeiros passos na Santa Casa de Misericórdia, que durante algum tempo foi o hospital público de Fortaleza com melhor infraestrutura, e onde os doentes de câncer passaram a ser atendidos. Em 1948, o Instituto conseguiu a instalação de um ambulatório no prédio da então recém-criada Faculdade de Medicina, na época funcionando na Praça José de Alencar. Ali permaneceu até 1959, quando a Faculdade foi transferida para o Porangabussu, hoje, Rodolfo Teófilo.

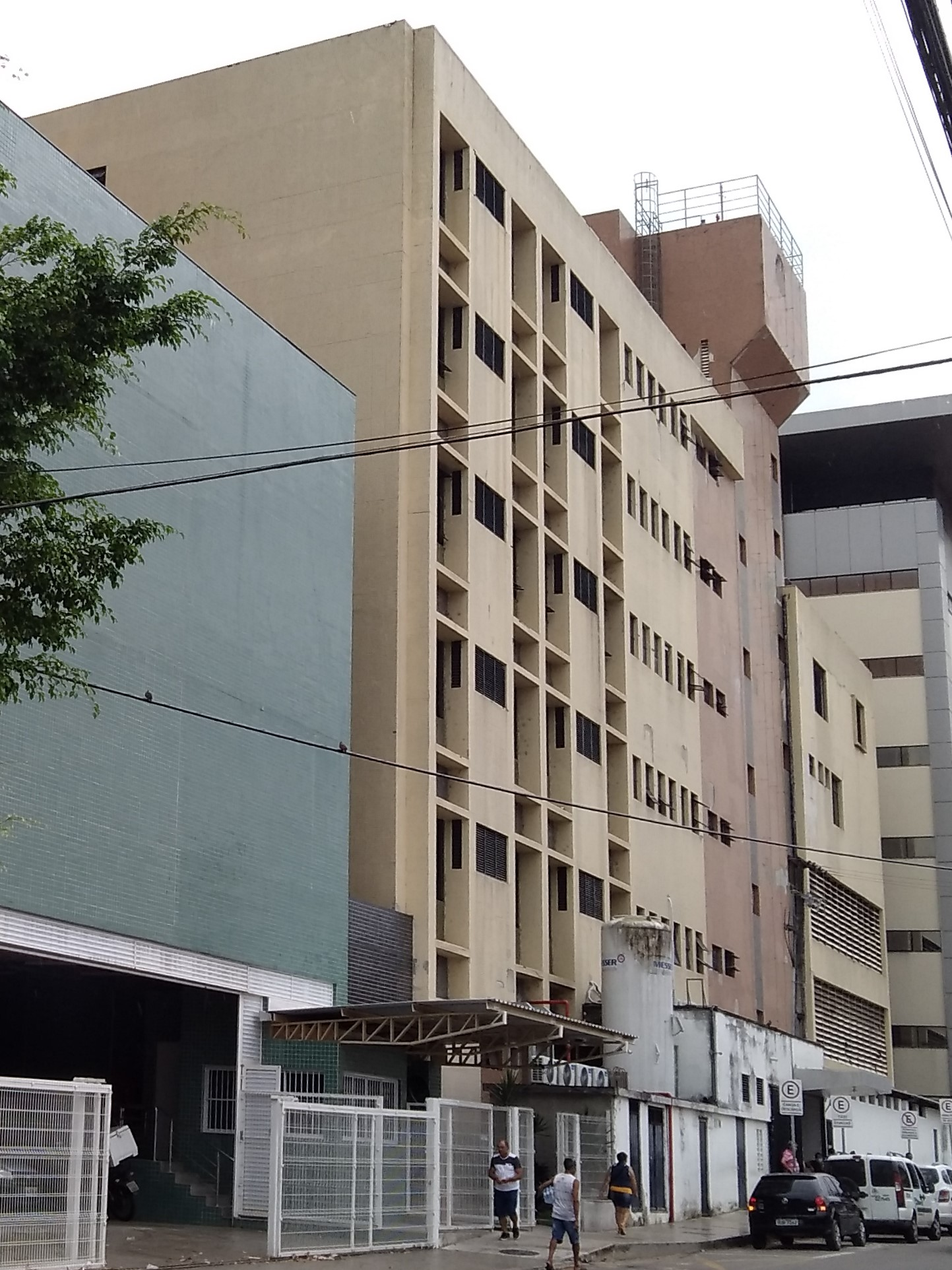
Primeiro prédio do Hospital Haroldo Juaçaba, inicialmente chamado Hospital do Câncer.

De lá para cá, foram muitas as conquistas – algumas delas verdadeiramente notáveis –, como a construção do Hospital Haroldo Juaçaba (HHJ), que iniciou oficialmente suas atividades em 1999. O ICC mantém, ainda, a Casa Vida e destaca-se não apenas na assistência, mas também no ensino e na pesquisa em oncologia, por meio da Escola Cearense de Oncologia (ECO).

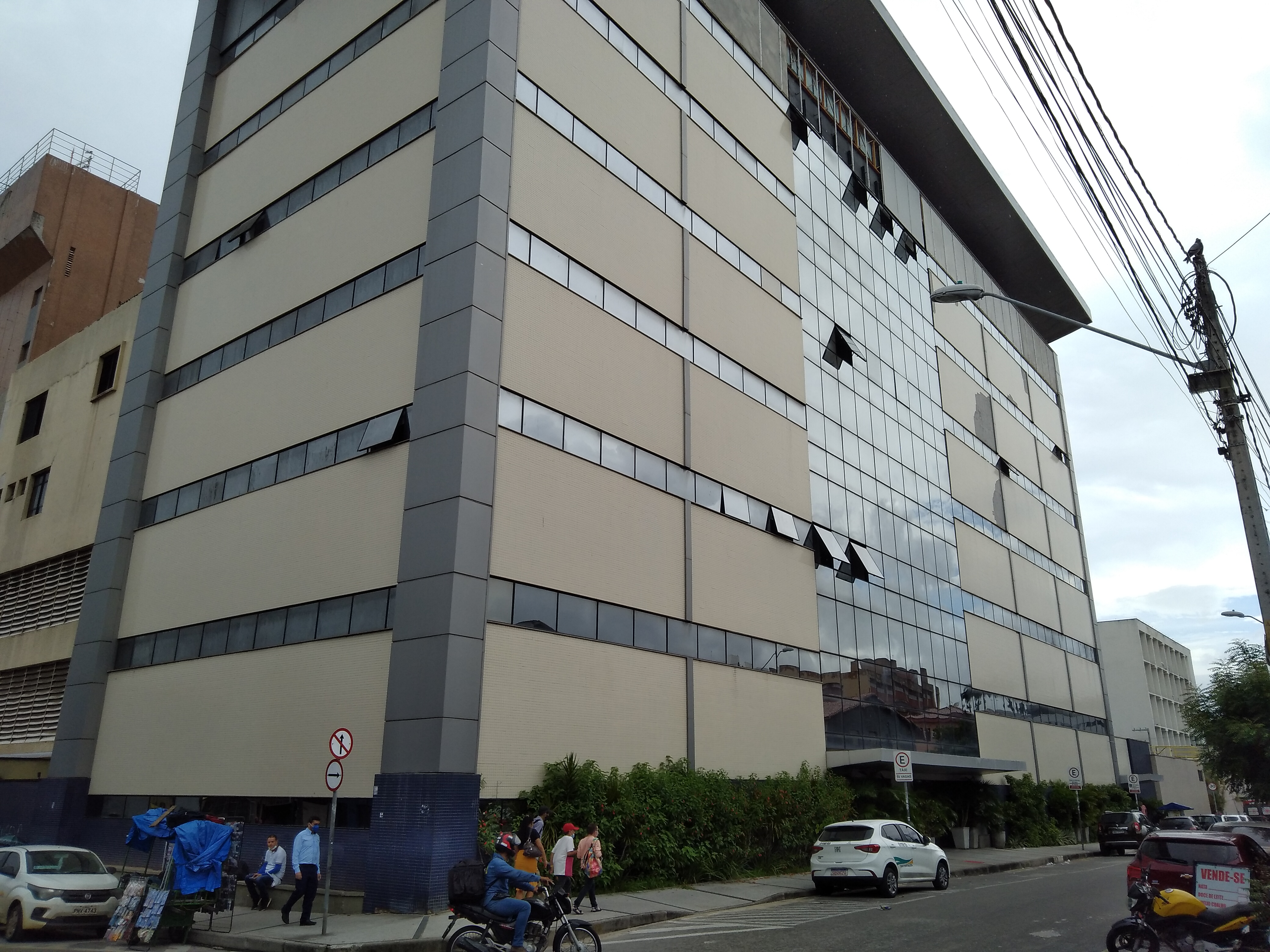
Anexo I.

Em 2005 foi inaugurado o Anexo I, aumentando o espaço para os serviços. Mais tarde, em 2015, foi iniciada a construção do novo Anexo II, que terá mais 28 mil m2 exclusivo para atendimento de pacientes do SUS. Na verdade, trata-se de um novo hospital, pois, quando concluído, vai duplicar a capacidade de atendimento do Hospital Haroldo Juaçaba (HHJ), incluindo uma novidade alvissareira: o serviço de Pronto Atendimento Oncológico, que fará consultas de emergência e agilizará o fluxo de pacientes, trazendo mais comodidade para os que estão em tratamento. Juntamente com Centros de Acolhimento, de Imagem, Ensino e Pesquisa; mais de 180 leitos de internação, entre outros serviços.

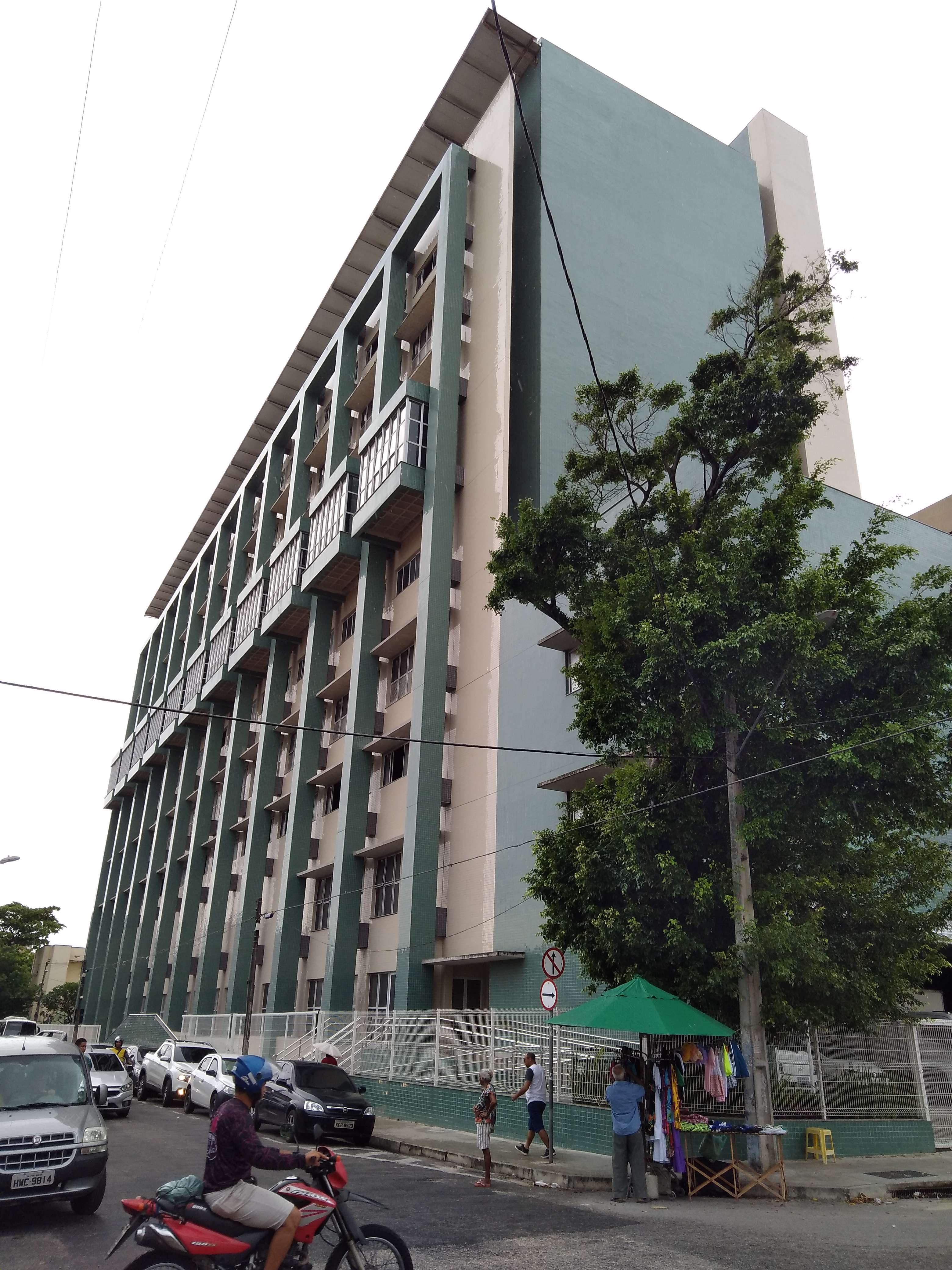
Anexo II.

Em 1º de junho de 2020, em plena pandemia de COVID-19, o ICC assumiu o controle do Hospital Santa Cecília, localizado em Volta Redonda, Rio de Janeiro. Mesmo com as dificuldades ocasionadas pelo contexto histórico, no primeiro ano de gestão, o grupo realizou diversas reformas e adquiriu novos equipamentos, investindo cerca de 5 milhões de reais, além de aumentar o quadro de funcionários do novo hospital.